# Parc naturel des sierras de Cazorla, Segura et las Villas
Le Parc naturel des Sierras de Cazorla, Segura et las Villas (Parque natural de las Sierras de Cazorla, Segura y Las Villas, en espagnol) est un parc naturel situé dans la communauté autonome d'Andalousie, en Espagne.
Le parc naturel est une réserve de biosphère reconnue par l'Unesco et une zone de protection spéciale pour les oiseaux. Avec 214 336 hectares, c'est le plus grand espace protégé d'Espagne et le second en Europe.
Ces trois sierras imbriquées font partie du système Prébétique. Le relief y est accidenté, avec de nombreuses montagnes, cuvettes et plateaux, coupé de profondes failles où coulent ruisseaux et torrents. L'eau de cet ensemble montagneux alimente deux des plus grands cours d'eau d'Espagne, le Guadalquivir, et le Segura.
Le parc naturel renferme une des flores les plus riches du bassin méditerranéen, avec plus de 2 200 espèces cataloguées, dont 35 sont endémiques de ce territoire. La faune est riche et variée, puisque le parc abrite plus de 190 espèces de vertébrés et un grand nombre d'invertébrés, dont beaucoup sont endémiques.
Le peuplement de ces sierras remonte à l'Âge du bronze, et de nombreuses civilisations y ont laissé des traces: Ibères, Romains, Al-Andalus.
Le parc offre plus de 50 sentiers de randonnée pédestre.

## Géographie

### Orographie
Les sierras du parc font partie du système Prébétique, qui se poursuit avec la sierra Morena au nord-ouest. Les altitudes dans le parc vont de 500 m, au niveau du Guadiana Menor, à 2 107 m au Cerro las Empanadas. Le relief est très accidenté, avec de nombreuses montagnes, cuvettes, escarpements et plateaux, coupé de profondes failles où coulent ruisseaux et torrents.
La structure du relief fait apparaître entre les sommets de profonds canyons généralement orientés sud-ouest à  nord-est: un alignement montagneux externe qui va de Villarrodrigo à la retenue d'eau du Tranco, délimitant les vallées du Guadalimar et la rivière Hornos ; un autre alignement avec le Yelmo (1 809 m) et la Nava del Espino (1 722 m) dans la Sierra de Segura, Puntal de la Misa (1 796 m), qui surplombe la retenue d'eau d'Anchuricas,.
Plus au sud on trouve, à l'ouest, la Sierra de las Villas et la Sierra de Cazorla, avec, sur le versant occidental de la grande vallée du Haut Guadalquivir, la Sierra del Pozo, dont le Pico Cabañas culmine à 2 027 m ; et à l'est l'alignement principal de la Sierra de Segura qui culmine à 1 993 m avec le pico de las Banderillas. A l'est de cette zone se trouvent les Campos de Hernán Pelea, l'altiplano le plus étendu d'Espagne, avec plus de 5 000 hectares et une altitude moyenne de 1 600 m.

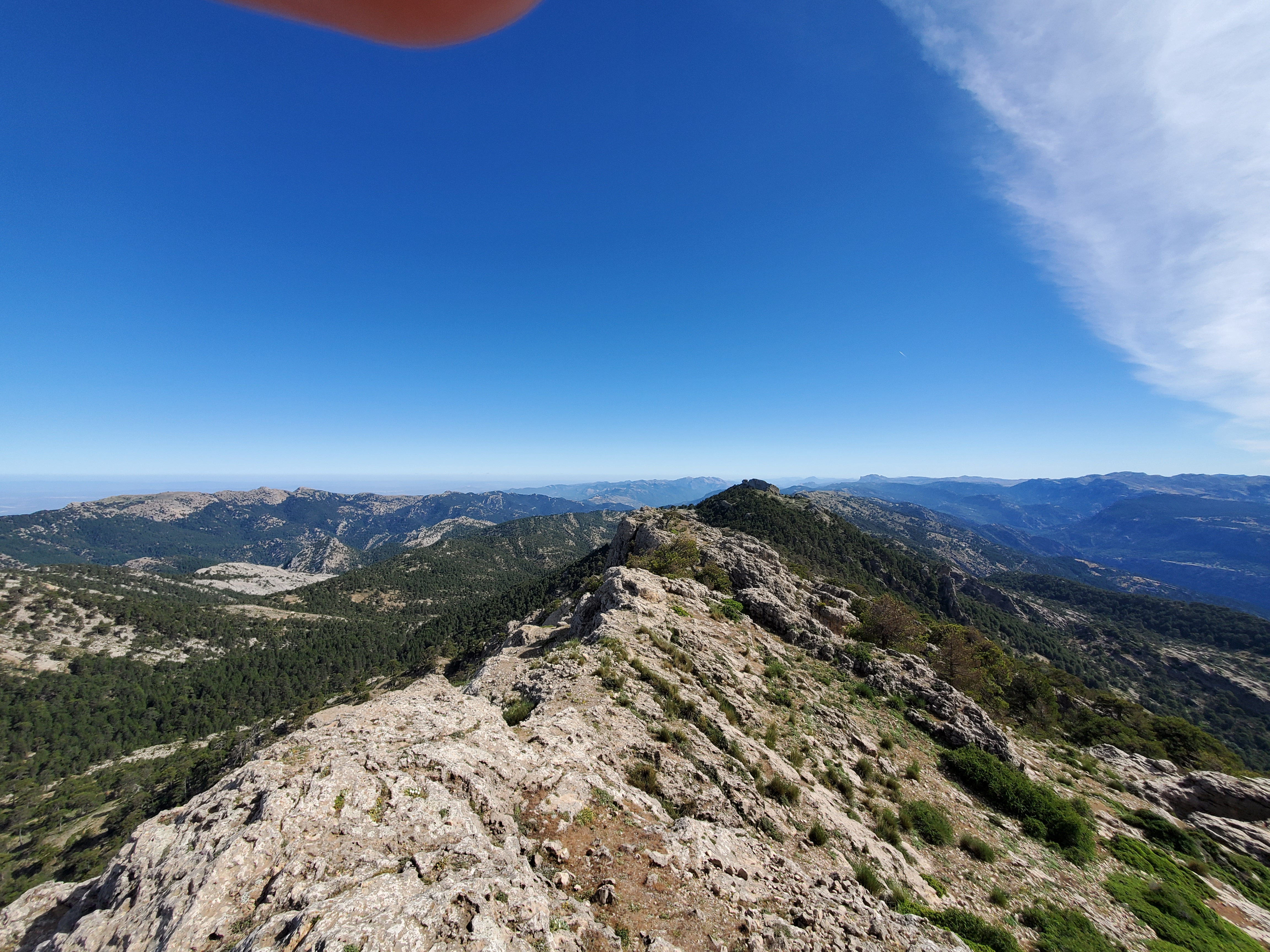
Pico de las Cabañas

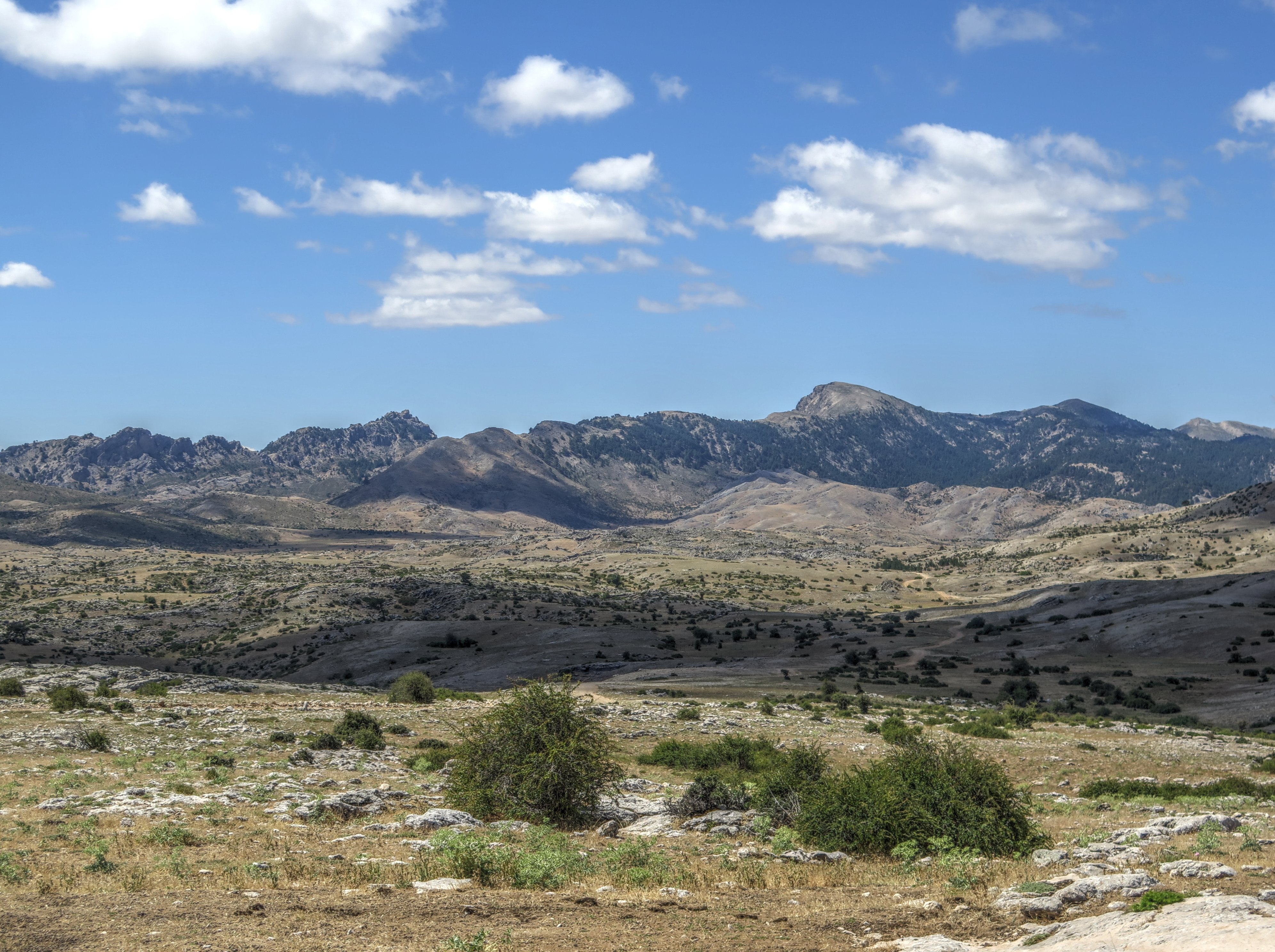
Campos de Hernán Pelea

### Hydrographie
L'eau de cet ensemble montagneux alimente deux des plus grands cours d'eau d'Espagne. D'une part le Guadalquivir, dont la source se situe à Cañada de las Fuentes, sur la commune de Quesada, et qui se jette dans l'Atlantique. D'autre part le fleuve Segura qui naît à Fuente Segura et dont les eaux surgissent d'une grotte naturelle inondée, à 1 413 m d'altitude. Le Segura se jette dans la mer Méditerranée.
A l'intérieur du parc naturel, le Guadalquivir reçoit la contribution de nombreux ruisseaux. Quant au Segura, il coule d'abord dans une vallée étroite et profonde où il reçoit des affluents de débit important.
Les autres rivières importantes sont le Guadalimar et le Guadalentin. D'autres rivières, de moindre importance, contribuent grandement aux paysages, tels le Borosa et le Cerezuelo. On trouve aussi dans le parc de nombreuses cascades.

### Cantons et communes
Le parc, qui s'étend sur 214 336 hectares, est le plus grand espace protégé d'Espagne et le second en Europe. Il regroupe 23 communes et son aire d'influence économique compte une population de plus de 80 000 habitants, dont plus de 14 000 vivent à l'intérieur de la réserve naturelle.
Le parc s'étend sur les communes de Beas de Segura, Benatae, Cazorla, Chilluévar, Génave, Hinojares, Hornos, Huesa, La Iruela, Iznatoraf, Orcera, Peal de Becerro, Pozo Alcon, La Puerta de Segura, Quesada, Santiago-Pontones, Santo Tomé, Segura de la Sierra, Siles, Sorihuela del Guadalimar, Torres de Albanchez, Villacarrillo et Villanueva del Arzobispo, qui appartiennent à trois cantons de la province de Jaén:
- Le canton Sierra de Cazorla, dont 40% fait partie du parc naturel.

- Le canton de Sierra de Segura, dont 90% appartient au parc naturel, et qui représente 70% de la totalité du parc.

- Le canton de las Villas, dont 10% est sur les terres du parc naturel.

### Climat
Le climat est de type méditerranéen subhumide, avec des étés secs et chauds et des hivers froids, et présente de grandes variations en raison de son orographie complexe. Les précipitations annuelles moyennes atteignent 850 mm, passant de 500 mm dans les zones de moindre altitude à plus de 1 600 mm sur les sommets, en grande partie sous forme de neige.

## Sites naturels
Le Parc est parsemé de monuments de pierre calcaréo-dolomitique, créés par l'action de dissolution de l'eau sur la pierre calcaire, qui a sculpté de magnifiques paysages de nature karstique.
Des exemples de ces monuments sont la Cerrada de Elías, le Salto de los Órganos, dans la rivière Borosa, formations baroques de taille naturelle de la roche. La Toba, localité de Santiago-Pontones, est formé du travertin le plus pur et blanc, avec des labyrinthes de grottes d'eau et ses cascades, près de la rive droite du Segura. Les grottes des Anguijones, sur la rive droite en aval du barrage de Anchuricas, forment deux fantastiques demeures de géants,.

## Flore
Dans ces sierras se trouve la plus grande étendue boisée continue, notamment de pinèdes, de toute l'Espagne, avec une représentation de quatre des six espèces ibériques. Parmi celles-ci, il faut mentionner le pin noir (Pinus nigra), réparti en zones de moyenne et haute altitude, espèce à laquelle appartiennent les arbres les plus vieux d'Espagne, certains dépassant le millénaire, qui se situent à Puertollano (territoire communal de Quesada). Ces espèces ont été partiellement repeuplées à partir de la déclaration de la Sierra de Segura comme province maritime en 1748 et l'utilisation massive du bois de ses forêts pour la construction de bateaux. Leur développement a été favorisé par l'abondance de précipitations.
Un autre arbre mérite une mention, l'olivier centenaire de Fuentebuena, de plus de 10 m de haut, situé sur le territoire communal d'Arroyo del Ojanco, qui a été inscrit sur le livre Guinness des records pour avoir donné une cueillette de 850 kg. D'autres arbres remarquables, indiqués dans le catalogue de bois singuliers de Jaén, sont les oliviers sauvages millénaires du Cortijo de Los Vilares : trois d'entre eux, sur le territoire communal de La Iruela, ont une hauteur moyenne de plus de 13 m.

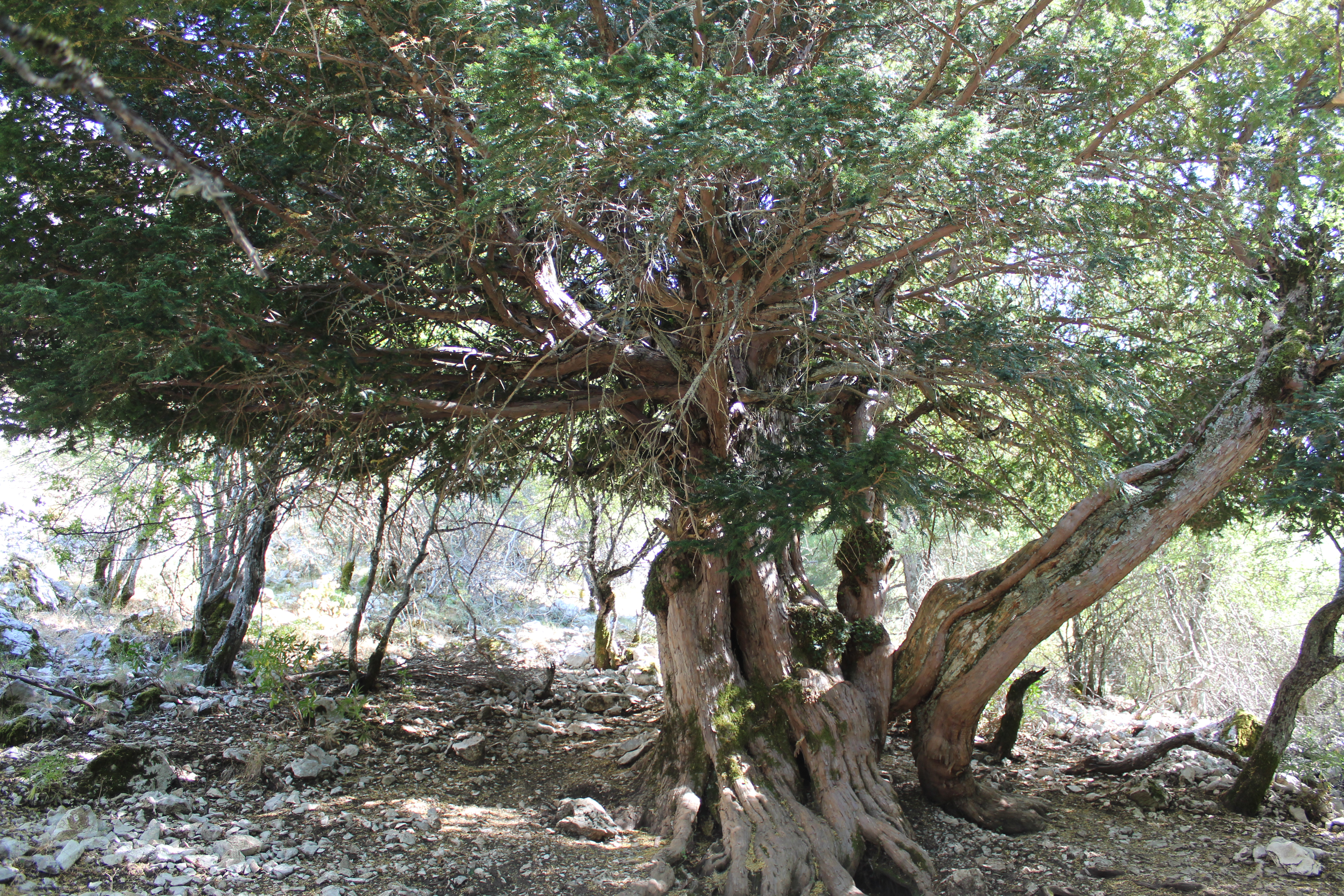
Ifs millénaires.

Jusqu'à 900 m d'altitude on trouve les forêts de pin d'Alep, qui est accompagné par des arbousiers et des pistachiers, souvenir du bois méditerranéen qui occupait autrefois cette zone. Plus haut les forêts sont principalement composées d'yeuses, de chênes portugais et d'importantes zones de pin maritime. Dans les zones les plus humides peuvent se trouver des ifs millénaires et des exemplaires de houx, deux espèces très rares en Andalousie. Le Sentier des ifs millénaires, où se trouve l'exemplaire le plus ancien d'Europe, de 2 000 ans d'âge, aux côtés d'autres qui dépassent 1 000 ans, est un itinéraire balisé qui débute près de la naissance du Guadalquivir,. Sur les rives des rivières poussent des frênes, des saules, des peupliers, ainsi que des joncs et des massettes où s'abritent des oiseaux aquatiques et des petits mammifères.

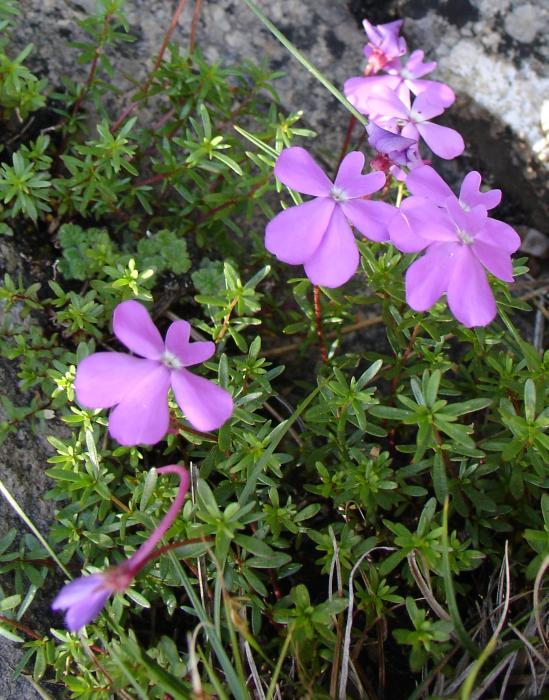
Viola Cazorlensis

Le parc naturel renferme une des flores les plus riches de tout le bassin méditerranéen. Sur les plus de 2 200 espèces cataloguées, 35 sont endémiques de ce territoire, comme la violette de Cazorla (Viola cazorlensis), la singulière plante carnivore Pinguicula vallisnerifolia, le Geranium cazorlense, l' Aquilegia pyrenaica ssp. cazorlensis et d'autres, ainsi que la Rivasmartinezia cazorlana (es), espèce végétale unique dans le monde. Le parc abrite aussi 157 endémismes ibériques.
Dans le parc se trouve le Jardin botanique Torre del Vinagre, où l'on peut voir les plantes les plus représentatives dûment étiquetées.

## Faune
Le parc naturel est une réserve de biosphère, reconnue par l'Unesco depuis 1986 et une zone de protection spéciale pour les oiseaux depuis 1987. La faune est riche et variée, puisque le parc abrite plus de 190 espèces de vertébrés et un grand nombre d'invertébrés, dont beaucoup sont endémiques.

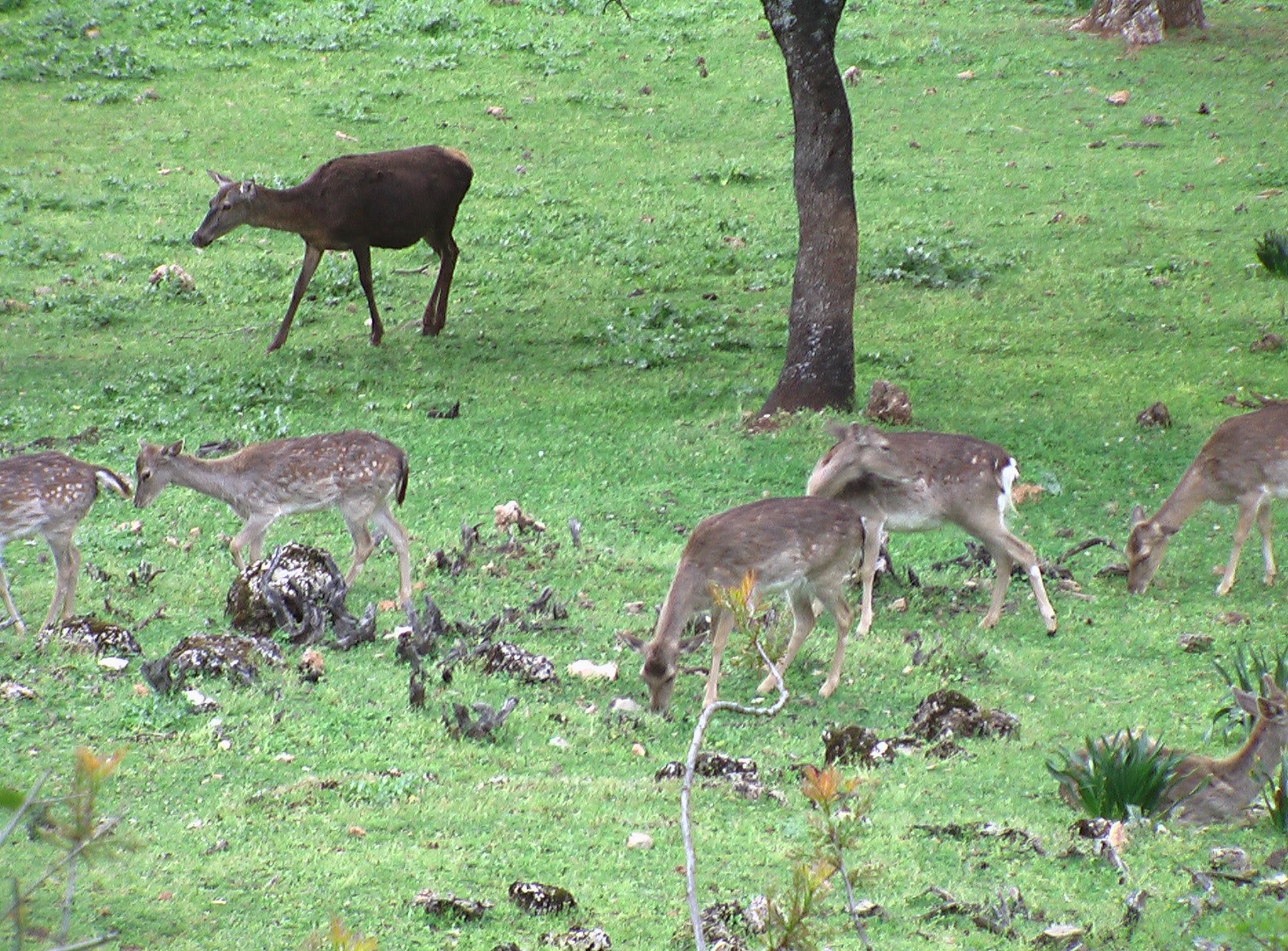
Cervidés dans le parc cynégétique.

On compte une représentation importante de cervidés, bouquetins ibériques, renards et sangliers, ainsi que de grandes populations de mouflons corses et de daims, ces deux dernières ayant été introduites à des fins cynégétiques. Le bouquetin ibérique a été l'un des animaux emblématiques du Parc, mais sa population a été très diminuée au début du XXe siècle, par la chasse. Avec la création de la Réserve Nationale de Chasse, leur nombre a augmenté pour atteindre 11 000 individus en 1988, puis une épidémie de gale les a décimés. Leur population dans cette sierra est estimée aujourd'hui à 2 500 individus.
Parmi les oiseaux figurent en bonne place le vautour fauve et l'aigle royal, ainsi que le gypaète barbu et le vautour percnoptère, en cours de repeuplement. Le parc est qualifié par le BirdLife International de zone importante pour la conservation des oiseaux pour sept espèces d'oiseaux.
Parmi les reptiles, le Algyroides marchi et le Timon nevadensis (es) sont des espèces endémiques, ainsi que la vipère de Lataste.
Certaines espèces ont été éradiquées par la chasse ou l'usage d'appâts empoisonnés : le loup, l'ours, le chevreuil, le lynx ou le vautour moine citées dans d'anciennes chroniques[réf. nécessaire].

## Patrimoine historique et culturel

### Histoire

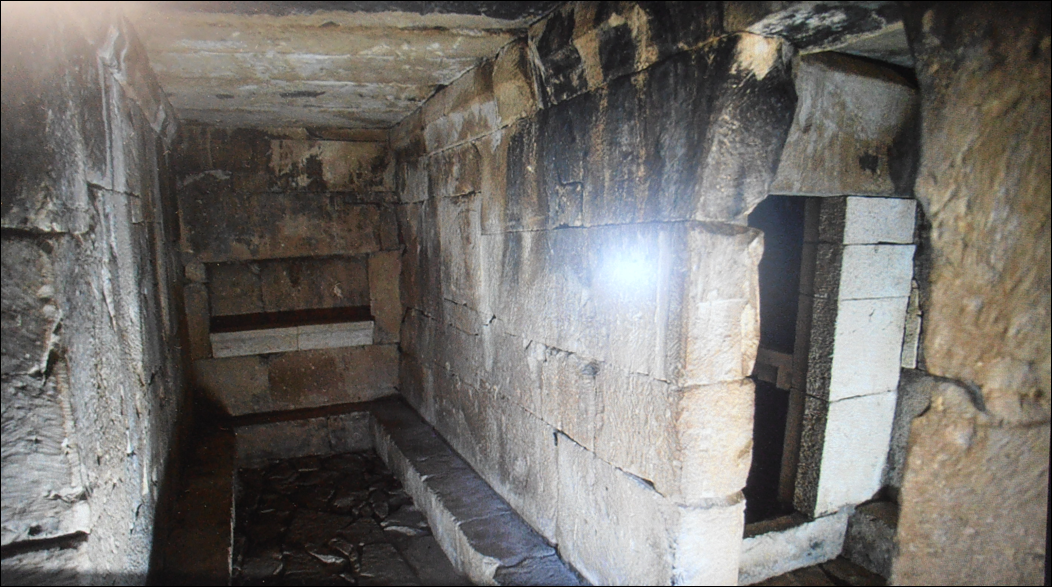
Sépulcre de La Toya.

Le peuplement de ces sierras remonte à la préhistoire, comme en témoignent les nombreux dessins rupestres de l'Âge du bronze retrouvés dans la sierra de Quesada, où prédomine le zoomorphisme. Ces peintures rupestres sont inscrites au patrimoine mondial de l'UNESCO depuis 1998, dans le cadre d'un ensemble qui regroupe 758 sites sur la péninsule ibérique, répartis sur six communautés autonomes.
Un site archéologique important de population ibère a été mis au jour à Los Castellones de Ceal, à 5 km de Hinojares. Il s'agit d'un village qui était fortifié, formant un oppidum, où l'on trouve d'abondants restes de murailles, d'habitations et d'une nécropole où on été retrouvées des céramiques. L'existence de ce village est datée du VIIe siècle avant J.C., mais il fut abandonné et repeuplé vers 400 avant J.C., à l'époque des Ibères. Des tombes princières ibères se trouvent également à La Toya et Cerro de la Horca. La chambre funéraire de La Toya a été déclarée monument historique en 1918. Un Centre d'interprétation des tombes princières de La Toya et Hornos, situé à Peal de Becerro, permet d'en visiter des répliques de taille réelle.

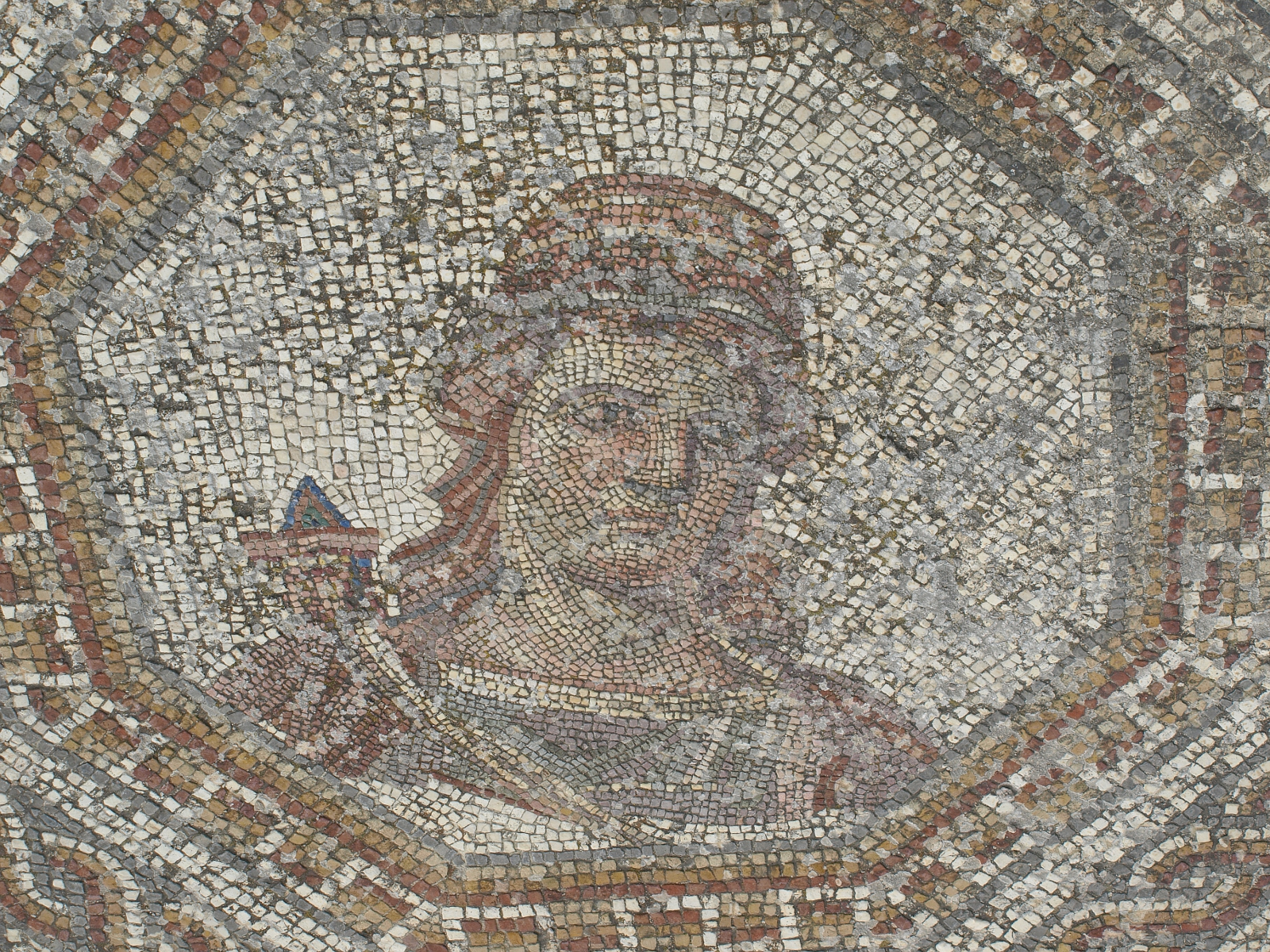
Détail de mosaïque de la villa romaine de Bruñel

Les civilisations romaine, puis arabe ont laissé des traces dans plusieurs lieux du parc. De nombreux restes romains ont été trouvés sur les hautes terrasses bordant la rivière Cerezuelo, d'autres dans les parages de Chilluévar, Quesada et Toya. Une villa romaine à Bruñel, près de Quesada, conserve des mosaïques.
Ces terres ont été répertoriées comme faisant partie d'Al-Andalus jusqu'au XIIIe siècle, avant d'être intégrées au royaume chrétien lors de la Reconquista. Le centre historique de Quesada, ancienne ville musulmane, abrite des restes de l'époque visigothe et de l'époque arabe. Le château de La Iruela, de l'époque arabo-médiévale, est situé sur un piton qui domine le flanc ouest de la Sierra de Cazorla et la plaine de Jaén.

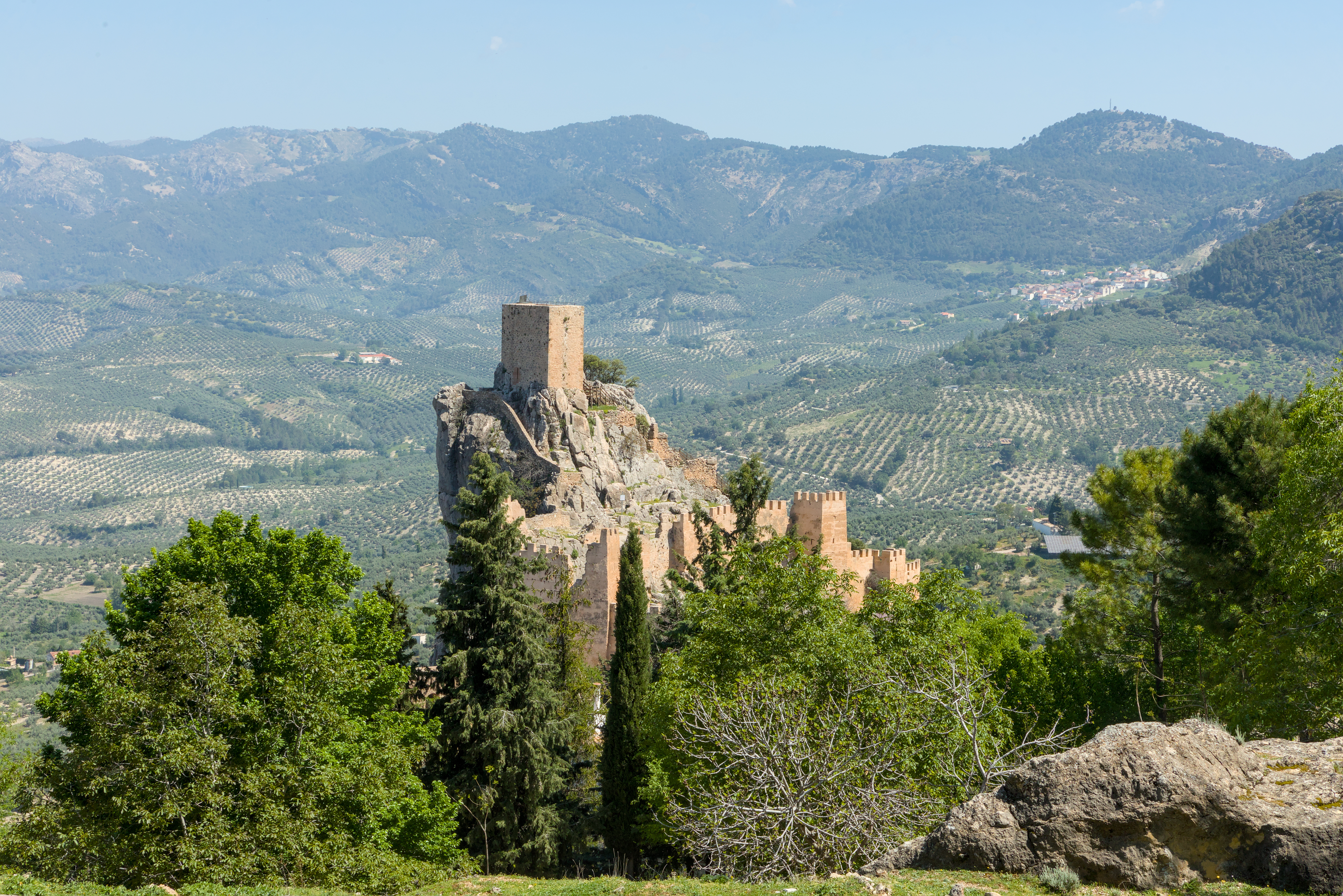
Le château de La Iruela

On trouve également dans le parc d'autres monuments, églises et châteaux, parmi lesquels on peut citer le sanctuaire de la Virgen de Tiscar, élevé au XIVe siècle sur les restes d'un temple médiéval ; les ruines de Santa Maria de Cazorla, église construite au XVIe siècle dans le style Renaissance ; le château de Salvatierra, ou "château des cinq coins", à Cazorla (XIVe siècle) ; le château de la Yedra à Cazorla, qui combine des éléments médiévaux et gothiques.
Cazorla et La Iruela subirent de nombreuses exactions entre 1810 et 1812, sous l'occupation des armées napoléoniennes. Aux vols, sacs et expéditions punitives de l'occupant répondait de la part des habitants une résistance de guérilla aux côtés de l'armée espagnole, les guérilleros se réfugiant dans la sierra. Cette période a détruit une partie du patrimoine. La population a payé un lourd tribut et en a été récompensée en 1813 par les Cortes de Cadix, par le titre de Cité et le label "Très noble et très loyal".

### Culture
Quesada abrite deux musées consacrés à d'importantes personnalités liées à ces lieux. Le Musée Rafael Zabaleta, dédié au peintre, né à Quesada, abrite des collections importantes d'art espagnol du XXe siècle et, bien sûr, de nombreuses œuvres du peintre lui-même. Un autre musée rend hommage au poète Miguel Hernandez, qui avait des liens étroits avec Quesada.

## Activités de loisir
Le Parc compte plus de 50 sentiers de randonnée. On peut également y pratiquer l'escalade, le rafting et le cyclotourisme.
Le Parc est adhérent de la Charte Européenne du Tourisme Durable.

## Menaces

### Incendies
La principale menace pour le parc, aussi bien pour la flore que pour la faune, est celle des incendies forestiers qui se produisent de plus en plus souvent. Certains ont déjà eu des conséquences désastreuses dans certaines zones du parc,.

### Surexploitation touristique
Une autre menace est le surtourisme. À certains endroits, comme Arroyo Frío, l'offre touristique s'est beaucoup développée ces dernières années, sans que les infrastructures suivent ; la station d'épuration, par exemple, conçue pour 400 personnes, est saturée en fin de semaine lorsque la population est plus que décuplée, ce qui a entraîné le versement d'eaux noires non suffisamment épurées dans le Guadalquivir,.

### Epidémies et espèces invasives
Dans les années 90, le bouquetin ibérique a été décimé par une épidémie de gale. L'écrevisse est pratiquement une espèce éteinte suite à un champignon qui s'est propagé avec l'introduction de l'écrevisse américaine.
La flore souffre également d'épidémies qui tuent ou abîment de grandes zones boisées, comme la chenille processionnaire du pin.

### Autres
Parmi les autres problèmes, mineurs mais présents, citons le braconnage, la réduction et la fragmentation des habitats, les collisions sur les routes et l'extraction de bois. Et le changement climatique a entraîné une plus grande irrégularité de la pluviométrie, affectant la conservation de la flore autochtone et de l'écosystème dans son ensemble.
Enfin, le manque de moyens économiques a conduit à permettre la chasse contrôlée d'animaux pour financer les frais du parc, mesure qui a fait polémique.